# Union syndicale des travailleurs algériens
Pour les articles homonymes, voir USTA.
L'Union syndicale des travailleurs algériens (USTA) est constituée à Alger, le 14 février 1956, par des syndicalistes du Mouvement national algérien (MNA).
Dix jours plus tard une autre organisation syndicale est créée : l'Union générale des travailleurs algériens (UGTA), à l'initiative du FLN.  La CISL refuse l'adhésion de l'USTA, sous l’influence des États-Unis et des communistes. Le Parti communiste algérien (PCA), le Front de libération nationale (FLN) et l'administration coloniale conjuguent leurs efforts pour la détruire. Au lendemain du vote des pouvoirs spéciaux par l'Assemblée nationale, le 12 mars 1956, les cadres survivants de l'USTA sont arrêtés par la police française, ce qui sonne le glas de l'implantation de l'USTA en Algérie.
L'influence de l'USTA se limite dès lors au territoire français où la Fédération française est créée le 26 mars 1956 et où le gouvernement ne peut interdire un syndicat. Les premières sections sont créées dans les mines, la chimie, le bâtiment, les travaux publics, la métallurgie et la sidérurgie, là où l'implantation algérienne est forte, surtout dans le Nord et dans l'Est et en région parisienne. La création de la Fédération de France de l'USTA reçoit le soutien de la gauche socialiste révolutionnaire française (la Fédération communiste libertaire de Georges Fontenis, La Révolution prolétarienne de Pierre Monatte, des personnes issues du communisme libertaire comme Daniel Guérin) et de certains syndicats comme la FEN. Par contre, le Parti communiste français (PCF), la Confédération générale du travail (CGT) et la CGT-FO sont hostiles à ce qu'ils considèrent comme une entreprise de division des travailleurs (les émigrés algériens sont en effet pour la plupart encartés à la CGT et servent de masse de manœuvre au PCF et à la CGT).
L'USTA s'implante si rapidement que, bientôt, 80 % des adhérents algériens de la CGT l'ont rejointe. L'hostilité des appareils syndicaux et du PCF est encore renforcée par la condamnation par l'USTA des invasions impérialistes en Égypte lors de la crise du canal de Suez[pourquoi ?] et de l'agression soviétique à Budapest, lors de l'été 1956. De même que la CGT, la CFTC et Force ouvrière expriment aussi leur hostilité à un syndicat algérien indépendant. De 1957 à 1962, l’USTA publiera un journal La Voix du travailleur algérien, rédigé par des cadres et militants ouvriers qui fournit une masse d’informations sur le syndicalisme et la vie réelle du prolétariat algérien pendant la guerre d’Algérie.
Ce succès est mal supporté par le FLN qui en ordonne la destruction. Celle-ci est entreprise par Rabah Bouaziz que Abbane avait envoyé en France et nommé chef de l'OS, organisation spéciale. Cela se passe après que l'émotion soulevée par la découverte du massacre de Melouza, que Abbane avait ordonné, est atténuée :
- Le 20 septembre 1957, Ahmed Semmache, responsable de la région parisienne est assassiné.
- Le 24 septembre 1957, c'est Mellouli Saïd, responsable de la section des usines Renault.
- Le même jour, c'est Hucine Maroc, responsable de la section des usines Panhard[6].
- Le 7 octobre 1957, Abdalhah Falali, secrétaire général adjoint de l'USTA est grièvement blessé ; il mourra 48 jours plus tard.
- Le 28 octobre 1957, Ahmed Bekhat est assassiné à Colombes[7].
- Plus tard, le 6 juin 1959, Mohamed Nadjii (dit Antar), secrétaire de la région parisienne est assassiné rue d'Enghien.

En 1961, l'USTA était pratiquement totalement éliminée et les travailleurs algériens furent contraints à s'inscrire à l'UGTA, d'obédience FLN.
Depuis l'UGTA est toujours le seul syndicat légal et reconnu par le gouvernement algérien dont il est une émanation.